# 더 가디스
더 가디스(Devi, The Goddess)는 인도에서 제작된 사티야지트 레이 감독의 1960년 드라마 영화이다.
1962년 칸 영화제 황금종려상 후보에 오른 작품이다.

## 출연
- 샤밀라 타고르
- 수미트라 차터지